# Acaena integerrima
Acaena integerrima es una especie de planta del género Acaena, perteneciente a la familia Rosaceae.

## Taxonomía
Acaena integerrima fue descrita por Gillies ex Hook. en 1833.

## Distribución
Se encuentra en el territorio sur de Argentina y en el sur y centro de Chile.